# George Hallett (fotograf)

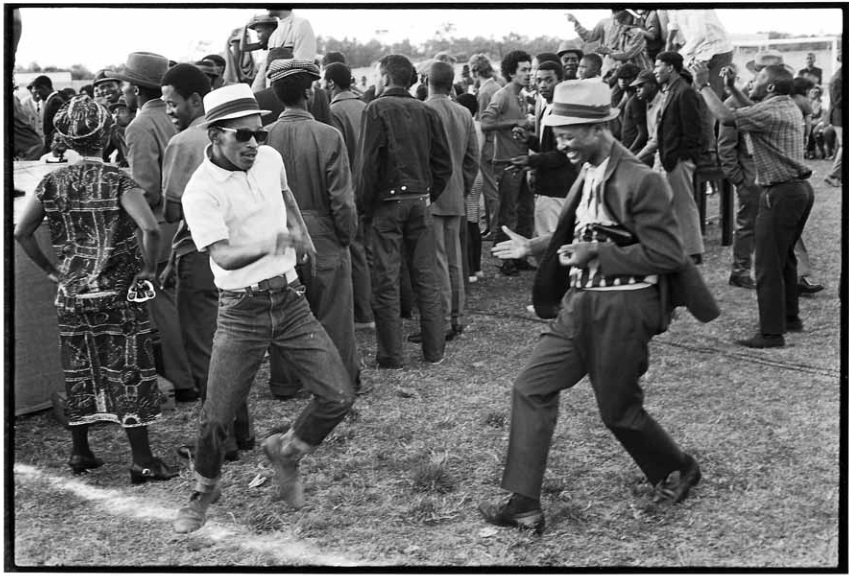
Tančící muži, hudební festival Langa Jazz Festival, 1968

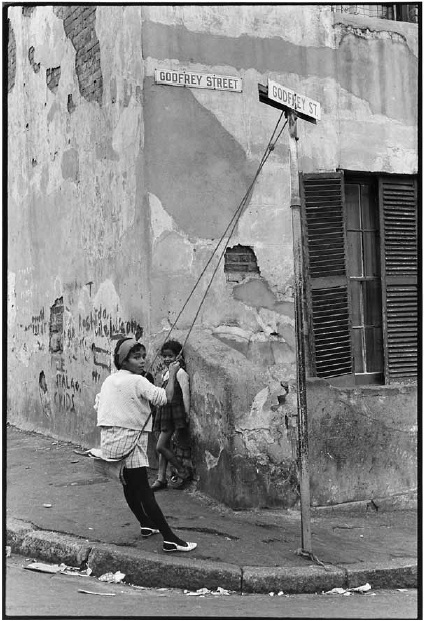
Ulice Godfrey Street v Šestém distriktu, 1968

George Hallett (31. prosince 1942 Kapské Město – 1. července 2020) byl jihoafrický fotograf působící v Kapském Městě, známý svými snímky jihoafrických exulantů. Obrovská část jeho práce zachycuje jihoafrické turbulentní dějinné události od Apartheidu až po mladou demokracii.

## Dětství a vlivy
Hallett se narodil v Šestém distriktu v Kapském Městě a jeho prarodiče jej vychovali v rybářské vesnici Hout Bay. Hodně času trávil v dílně svého dědečka, kde se učil vyrábět vlastní hračky, vozy a draky. Fotografií se začal zajímat, když pročítal kopie časopisu National Geographic svého strýce a shlédl černobílé filmy v kině. Navštěvoval Střední školu jižního poloostrova ve Diep River, kde ho jeho učitel angličtiny, Richard Rive, seznámil s prací místních a mezinárodních umělců a spisovatelů. Rive se později stal novinářem časopisu Drum, ale v době, kdy se setkal s Georgem, byl dramatikem, spisovatelem a aktivistou. Povzbuzoval své studenty, aby nejen četli z učebních osnov, ale také jim představoval spisovatele jako James Matthews, Alex La Guma, Jan Rabie, Uys Krige, Breyten Breytenbach a další z hnutí Sestigers. Další důležitý vliv měl na umělce Petera Clarka, rezidenta Ocean View. Clarke soustředil svou kreativitu v oblasti grafiky a malby na svou komunitu. Byl zapojen do různých komunitních projektů a workshopů.

## Život a práce
Hallett, bez jakýchkoli zkušeností v oboru, zvolil cestu fotografie. Byl samouk a svou kariéru začal jako pouliční fotograf. Svou dovednost dále rozvíjel tím, že ve věku 20 let absolvoval v Londýně kurz korespondence s fotografií s City and Guilds. Ve své rané tvorbě rozsáhle fotografoval District Six, před jeho zničením pod apartheidem v 70. letech. James Matthews byl nápomocný při shromažďování Hallett, aby vyfotografoval Šestého distriktu před tím, než byl zničen. Fotografoval také na volné noze pro časopis Drum, ale v Jižní Africe nebylo mnoho pracovních příležitostí. Poté, co utrpěl bodná zranění na mysu Cape Flats a otrávený rasismem a násilím v Jižní Africe, přestěhoval se v roce 1970 do Londýna. Začal pracovat pro The Times Educational Supplement v Londýně a více než 12 let navrhoval obaly knih pro Heinemann Educational Books. Jeho první výstava s jihoafrickými umělci Gerardem Sekotou a Louisem Mauricem se konala v Paříži v roce 1971. Poté téhož roku následovala výstava jeho jihoafrického díla ve Westerkerku v Amsterdamu. V roce 1974 se přestěhoval na jih Francie. Žil v malé zemědělské komunitě v pohoří Pyreneje. Práce z tohoto období mu vynesla cenu Hasselblad Award za vynikající příspěvky k fotografii (1982).
Svými cestami se nadále spojoval s vyhnanými Jihoafričany, z nichž mnozí byli také básníky, hudebníky, umělci a spisovateli, brzy se stal součástí této úzce spletené rodiny. Navázal kontakt s osobnostmi jako byli Pallo Jordan, Alex La Guma nebo Dudu Pukwana v Londýně a africkými spisovateli jako Wole Soyinka a Ahmadou Kourouma v Berlíně. Mnoho z těchto fotografií bylo později zkompilováno v jeho knize Portréty afrických spisovatelů. V roce 1983 mu byla nabídnuta příležitost být uměleckým rezidentem na University of Illinois. Využil této příležitosti s nadšením a zbytek dekády strávil ve Spojených státech, kam byl pozván k účasti na výstavách a projektech s dalšími pěti univerzitami. Později se přestěhoval do Amsterdamu. Nebyl tam dlouho, když Africký národní kongres požádal, aby se vrátil do Jižní Afriky, aby dokumentoval první demokratické volby.
Mnoho výsledných obrazů mu vyneslo cenu Golden Eye Award od World Press Photo v Amsterdamu. V roce 1997 byl oficiálním fotografem Komise pro pravdu a usmíření. V tomto období bylo vyrobeno mnoho poutních děl. Jedním takovým je obraz s názvem Jann Turner s Eugene de Kockem, ředitelství TRC 1997. Eugene De Kock byl velitelem ve Vlakplaasu, kde byl před ní zavražděn politický aktivista Rick Turner, otec Jann Turner, bezpečnostními policisty. Váha tohoto obrázku je ve výměně mezi dvěma subjekty, s Turnerovým suchým úsměvem a De Kockovým přímým pohledem dopředu. Tento projekt vedl k jeho práci s Nobel Peace Center v Oslu a výsledné putovní výstavě Strengths and Convictions: The life and times of the South African Nobel Peace laureates Albert Luthuli, Desmond Tutu, FW de Klerk and Nelson Mandela (Silné stránky a přesvědčení: Život a doba jihoafrického Nobelovy ceny míru laureáti Albert Luthuli, Desmond Tutu, FW de Klerk a Nelson Mandela).
Hallettova tvorba se však zaměřuje na zachycení pozitivních okamžiků, které sdělují triumf lidského ducha. O této kvalitě ve své práci hlasitě hovořil. To odlišuje jeho práci od jeho vrstevníků a jeho vývoj lze vysledovat zpět k jeho raným obrazům Šestého distriktu a pokračoval v portrétování jihoafrických exulantů. Hallett se ztotožnil s vyhnanci, ale nejen politicky. Obrázky zahrnovaly aktivitu rodiny a komunity, když se vzájemně ovlivňovaly, socializovaly, vytvářely hudbu a podobně. Jeho nadměrnost vůči nadějným neohrožuje často pochmurná nebo hrozná témata, se kterými se při tvorbě obrazu potýká. Hallett se popsal jako humanista. Byl pevně odhodlán předat své dovednosti ctižádostivým fotografům a učil fotografii na amerických, britských, evropských a jihoafrických institucích. Hallettovy fotografie jsou zastoupeny v muzeích a galeriích v Jižní Africe i v zahraničí.
Hallett zemřel pokojně ve spánku po dlouhé nemoci 1. července 2020. Bylo mu 77 let.

## Galerie

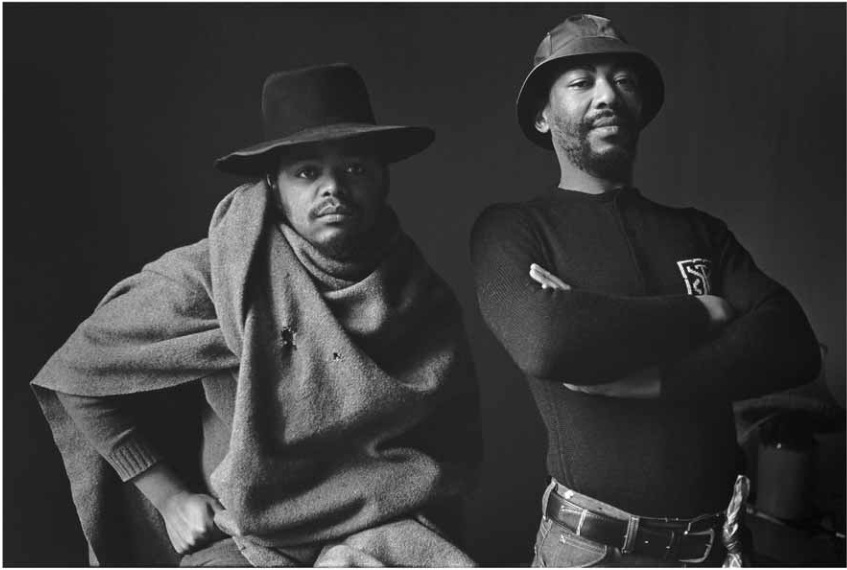
Dumile Feni a Louis Moholo, exilanti v Londýně, 1971
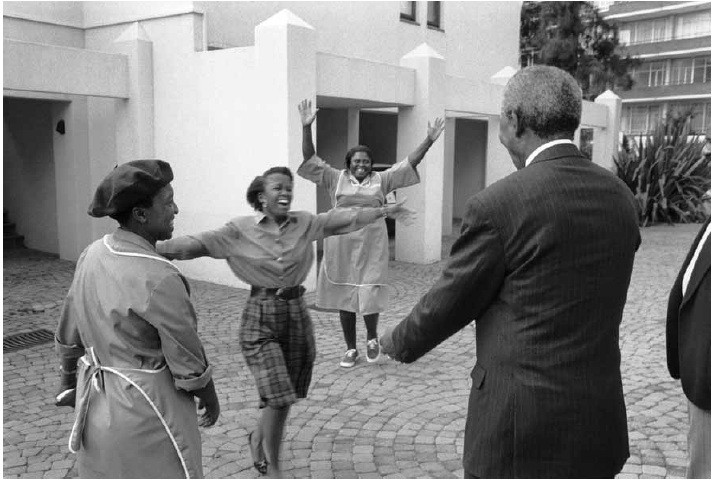
První setkání, Johannesburg, 1994
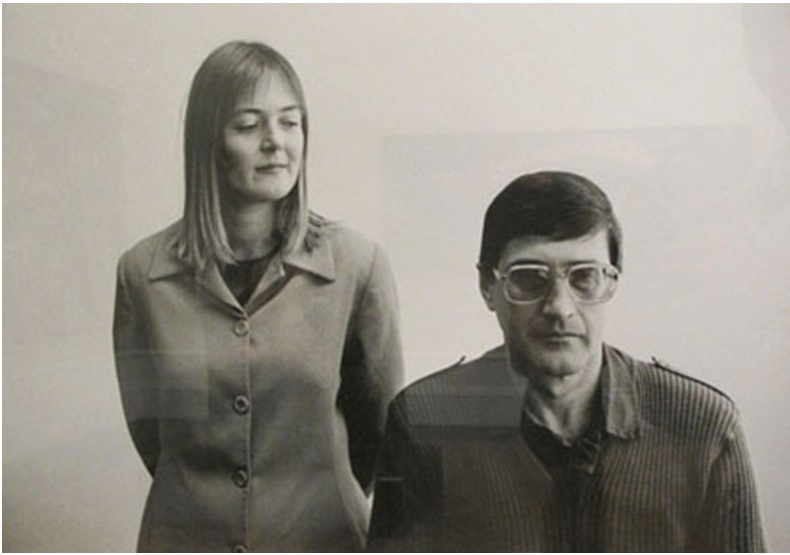
Jann Turner a Eugene de Kock, TRC Headquarters, 1997

## Samostatné výstavy
- 1970: The Artists' Gallery, Kapské Město.[6]
- 1971: Westerkerk, Amsterdam, Nizozemsko.
- 1972: Anne Frank Huis, Amsterdam. (With Louis Maurice & Gerard Sekoto), Présence Africaine, Salle de La Siem, Paris. University of Brussels.
- 1973: Susan Loppert Graphics, London. Central London Polytechnic. John Hansard Gallery, Southampton University, Anglie.
- 1975: Midi Libre journal, Perpignan, Francie.
- 1979: Portraits of African Writers, Frankfurter Buchmesse, Německo. Künstlerhaus Bethanien, Berlin.
- 1980: Atelier Six, Ceret, Francie.
- 1982: Women of Southern Africa, Conference Centre, Harare, Zimbabwe. McKinley Foundation, University of Illinois, USA.
- 1983: Howard University, Washington DC; Michiganská státní univerzita, Lansing; Emory University, Georgia; Tuskegee Institute, Georgia; Southern Illinois University, Carbondale; USA.
- 1985: University of Illinois at Urbana–Champaign, USA.
- 1988: Künstforum der Sozialdemokratie, Bonn, Německo.
- 1989: Afrika Centrum, Cadier en Keer, Maastricht, Nizozemsko.
- 1995: Transformation, 1994 Elections, Irma Stern Museum, Kapské Město.
- 1999: The Face of Bo-Kaap, Bo-Kaap Museum, Kapské Město. Metropolitan Life, Metropolitan Life Headquarters, Bellville, Kapské Město.
- 1999: Metropolitan Life headquarters, Kapské Město.
- 2000: Dance for All, Maidenhead Cultural Centre, Anglie.
- 2001: Dance for All, The Aschegach Gallery, Amsterdam, Nizozemsko.
- 2002: Red Cross Children's Hospital, Cavendish Square, Kapské Město.[7]
- 2004: The Truth and Reconciliation Commission Exhibition, Herbert Art Gallery and Museum, Coventry, Anglie.
- 2005: Jihoafrická republikan Exiles of the '70s and '80s in Europe, Spitz Gallery, London.[8]
- 2006: Portraits of African Writers, Kapské Město International Book Fair, Kapské Město.
- 2007: Portraits of African Writers, Rhodes University, Grahamstown, Jihoafrická republika.
- 2009: A Photographic Journey, Helderberg Photographic Society, Western Cape, Jihoafrická republika[9]
- 2010: 1994 Elections and Mandela's Vision, Parliament of Bremen; and touring, Německo, Impressions of Italy, Artscape, Kapské Město. Portraits from Exile, Bonhams, Londýn.
- 2018: George Hallett: Portraits of Nelson Mandela, Dégagements Henry Le Bœuf, Brusel[10]

## Publikace

### Hallettovy publikace
- 1973: Cosmo Pieterse, Present Lives Future Becoming, Londýn: Hickey Press.
- 1979: Images, Athlone, Cape Town: BLAC Publishing House.
- 1995: Rashid Lombard (ed.), Images of Change, Nolwazi Educational Publishers (fotografie: Hallett).
- 2000: Rhizomes of Memory-Tre Sydafrikanske Føtografer, spolu s: David Goldblatt a Santu Mofokeng, Oslo: Forlaget Press.
- 2004: Moving in Time, KMM Publishers (jako projektový ředitel a editor).
- 2006: Women by Women, Wits University Press (projektový ředitel a editor spolu s Neo Ntsoma a Robin Cromley). Y2Y Youth to Youth, 30 Years after Soweto, Wits University Press (projektový ředitel a editor).
- 2006: Portraits of African Writers, Johannesburg; Wits University Press. ISBN 978-1868143863
- 2007: District Six Revisited, Wits University Press (editor a fotograf, spolu s Clarence Coulson, Wilfred Paulse, Jackie Heynes, a grafik Gavin Jantjes). ISBN 978-1868144525; Special:BookSources/978–1868144525|978–1868144525
- 2007–08: Sawubona [in-flight magazine for SAA] (jako foto konzultant).
- 2008: Mike Mzileni, All that Jazz (jako fotoeditor, spolu s Steven Macbeth)
- 2010: Rashid Lombard, Jazz Rocks (jako editor a designer). ISBN 978-0620464611

### Publikace s Hallettovými příspěvky
- 1968: [Photographic essay, jazz images], Contrast, vol. 5.
- 1970: [Photographic essay, District Six] Contrast, Cape and Transvaal Printers.
- 1970s: Staffrider, Johannesburg.
- 1970s–'80s: Heinemann's African Writers Series book covers.
- 1973: Cosmo Pieterse, Present Lives Future Becoming, Hickey Press, obsahuje názvy fotografií
- 1988: [Calendar], Holland Committee on South Africa.
- 1990: [Photographic Essay on South African Exile Artists], Leadership, vol. 9.
- 1991: South African Short Stories, Reader's Digest. „South Africa's New World“, Leadership.
- 1995: World Press Photo, Thames & Hudson.
- 1996: [Calendar], Spoornet.
- 1998: Antjie Krog, Country of My Skull, Random House (obálka knihy).
- 2000: Hein Willemse (ed.), More than Brothers: Peter Clarke & James Matthews at 70, Kwela Books. [Photo essay on Livingstone High School], Leadership, Hugh Murray.
- 2001: Zenzile Khoisan, Jacaranda Time, Garib Communications. George Makana Clark, „The Raw Man“, Transition, Duke University Press. Keith Adams (ed.), We Came for Mandela: The Cultural Life of the Refugee Community in Cape Town, Footprints Publishers.
- 2003: Paul Faber, Group Portrait South Africa, Kwela Books & KIT Publishers.
- 2005: „Jazz Exiles Re-Initiation Concert“, Classic Feel.
- 2006: Prince Mbusi Dube (ed.), Dumile Feni Retrospective, Wits University Press.
- 2007: Paul Weinberg (ed.), Then and Now, Eight South African Photographers, The Highveld Press. Ryland Fisher Race, Jacana Publishers.
- 2008: Christine Eyene, „The Human Face of History“, Art South Africa, vol. 6, no 3. James Currey, Africa Writes Back, Wits University Press.
- 2009: Gavin Jantjes (ed.), Strengths and Convictions.

## Komise
- Numerous commissions including: Nobel Foundation, Norway. Terres des Hommes, Switzerland. Cameroon Airlines; Sentinelle Press; Paris. Künstlerhaus Bethanien; Documenta 12; Německo.
- The Department of Arts & Culture; Parliament of South Africa; The Truth and Reconciliation Commission; African National Congress; Oasis Asset Management; Metropolitan Life Insurance; PetroSA; Spoornet; Random House; Jacana Publishers; Leadership; ESP Africa; OLSET Education Trust; Artscape Theatre; Red Cross Children's Hospital; Bush Radio; Sathima Bea Benjamin; District Six Museum; Jižní Afrika.

## Práce ve veřejných sbírkách
Anne Frank Foundation; Amsterdam. Documenta; Německo. Sonja Henie-Nils Onstad Collection; Oslo, Norway. Birmingham Central Library; UK. Schomburg Centre for Research in Black Culture; New York Public Library; USA.
Iziko South African National Gallery, Cape Town; Bo-Kaap Museum, Cape Town; District Six Museum, Cape Town; Rhodes University, Grahamstown; Mayibuye Centre, University of the Western Cape; Sached Educational Trust, Mowbray; Red Cross Children’s Hospital, Cape Town; Metropolitan Life Insurance; Bensusan Museum of Photography, the Market Theatre Complex, Johannesburg; The Open Learning Systems Education Trust, Johannesburg; Jižní Afrika.

## Filmy
- 1974: District Six – dokumentární film pro ITV; poskytnull fotografie a konzultace v oblasti produkce se spisovatelem Alexem La Gumou v Londýně
- 1998: Morokaners uit Amsterdam – 20minutové informační video režiséra Halletta pro ministerstvo kultury.

## Ocenění
- 1980: Hasselblad Camera, Švédsko. Cena za vynikající příspěvky k fotografii.
- 1995: World Press Photo. 3. cena Golden Eye Award.[11]
- 1996: Porota World Press Photo, Amsterdam.
- 1999: Cape Times, Jedno město, mnoho kultur. Vítěz, Fotožurnalistická dokonalost: Kategorie obrazový příběh.

## Výuka
- 1972–73: Central London Polytechnic.
- 1981–82: ZIMCO, Harare.
- 1982: University of Illinois, Michiganská státní univerzita, Emory University, Tuskegee Institute, Howard University, USA.
- 1985: Centre for Foreigners, Amsterdam.
- 1987: St Martin’s School of Art, Londýn.
- 1993: School of Photography, Cape Town.
- University of Cape Town. Iziko Bo-Kaap Museum, Cape Town.
- 1998–99: Workshops, Institute for the Advancement of Journalism, Johannesburg. School for International Training,
- 2000: Private lessons and mentorship programmes, Cape Town.
- 2001: Oslo Foto Kunst Skole, Norway (lectured for two weeks).
- 2002–07: Cape Peninsula University of Technology (jako moderátor a lektor).
- 2008: Voicings programme theme democracy, St Cloud State University, Minnesota.